# Merry Christmas II You
| Совокупная оценка | Совокупная оценка |
| Источник          | Оценка            |
| ----------------- | ----------------- |
| Metacritic        | 60/100            |
| Оценки критиков   |                   |
| Источник          | Оценка            |
| AllMusic          | [ 2 ]             |
| About.com         | [ 3 ]             |
| BBC Music         | (Positive)        |
| Houston Chronicle | [ 5 ]             |
| Rolling Stone     | [ 6 ]             |
| Slant Magazine    | [ 7 ]             |
| The Village Voice | (Negative)        |

Merry Christmas II You — второй праздничный рождественский и тринадцатый студийный альбом американской певицы Мэрайи Кэри. Альбом был издан 2 ноября 2010 года лейблом Island Records. Альбом дебютировал на четвёртом месте американского чарта Billboard 200 и возглавил два других хит-парада: Top R&B/Hip-Hop Albums и Holiday Albums.

## Отзывы критиков
Альбом получил благоприятные отзывы критиков. Основываясь на суммарном подсчёте баллов, согласно сайту Metacritic, новый альбом певицы получил 60 баллов из 100. Среди отзывов: About.com (Билл Лэмб похвалил альбом, написав, что «Мэрайя Кэри действительно разбирается в рождественских альбомах»), Joey Guerra of the Houston Chronicle (Джоуи Герра похвалил её за то, что удалось передать «ту же магию», что и в её предыдущем рождественском альбоме «Merry Christmas», и что оригинальные песни «плотно» вписываются в рождественскую классику. Он закончил свой отзыв словами: «Здесь достаточно сладкого духа, чтобы праздники были весёлыми, музыкальными и яркими»), AllMusic (Стивен Томас Эрлевайн отметил, что четыре новые оригинальные композиции придали альбому «живое современное ощущение»), BBC, Rolling Stone, Slant Magazine, The Village Voice.

## Коммерческий успех
Альбом дебютировал на четвёртом месте американского чарта Billboard 200 с тиражом 55,000 копий. Он стал 16-м диском певицы, попавшим в лучшую десятку в США и она стала третьей в истории певицей по этому показателю, уступая только Мадонне с 19 дисками и Барбре Стрейзанд с тридцатью. Также он возглавил два других хит-парада: Top R&B/Hip-Hop Albums и Holiday Albums.
За тираж более 0,5 млн копий 11 января 2011 года альбом получил золотую сертификацию Recording Industry Association of America (RIAA).
К ноябрю 2018 года в США было продано 587,000 копий.

## Список композиций
| №                   | Название                                                                          | Автор(ы)                                                                    | Продюсеры                                  | Длительность |
| ------------------- | --------------------------------------------------------------------------------- | --------------------------------------------------------------------------- | ------------------------------------------ | ------------ |
| 1.                  | «Santa Claus Is Coming to Town» (Intro)                                           | Haven Gillespie John Frederick Coots                                        | Mariah Carey Marc Shaiman                  | 0:22         |
| 2.                  | «Oh Santa!»                                                                       | Carey Jermaine Dupri Bryan-Michael Cox                                      | Carey Dupri Cox                            | 3:31         |
| 3.                  | «„O Little Town of Bethlehem“ / „Little Drummer Boy“» (Medley)                    | Phillips Brooks Lewis H. Redner Katherine Davis Henry Onorati Harry Simeone | Carey James "Big Jim" Wright Randy Jackson | 3:32         |
| 4.                  | «Christmas Time Is in the Air Again»                                              | Carey Marc Shaiman                                                          | Carey Shaiman                              | 3:01         |
| 5.                  | «„The First Noel“ / „Born Is the King“» (Interlude)                               | Traditional                                                                 | Carey Wright Jackson                       | 4:32         |
| 6.                  | «When Christmas Comes»                                                            | Carey James Poyser                                                          | Carey Poyser                               | 4:46         |
| 7.                  | «„Here Comes Santa Claus (Right Down Santa Claus Lane)“ / „Housetop Celebration“» | Gene Autry Oakley Haldeman Benjamin Hanby                                   | Carey Dupri Cox                            | 3:28         |
| 8.                  | «Charlie Brown Christmas»                                                         | Vince Guaraldi Lee Mendelson                                                | Carey Wright Jackson                       | 2:49         |
| 9.                  | «„O Come, All Ye Faithful“ / „Hallelujah Chorus“» (featuring Patricia Carey)      | George Frideric Handel                                                      | Carey Wright Jackson                       | 3:38         |
| 10.                 | «O Holy Night» (Live from WPC in South Central Los Angeles)                       | Adolphe Adam                                                                | Carey Walter Afanasieff                    | 5:00         |
| 11.                 | «One Child»                                                                       | Carey Shaiman                                                               | Carey Shaiman                              | 4:25         |
| 12.                 | «All I Want for Christmas Is You – Extra Festive»                                 | Carey Afanasieff                                                            | Carey Wright Jackson                       | 4:02         |
| 13.                 | «Auld Lang Syne (The New Year's Anthem)»                                          | Robert Burns Carey Jackson Johnny "Sev" Severin                             | Carey Jackson Severin                      | 3:47         |
| Общая длительность: | Общая длительность:                                                               | Общая длительность:                                                         | Общая длительность:                        | 46:53        |

## Позиции в чартах
| Чарт (2010)                         | Высшая позиция |
| ----------------------------------- | -------------- |
| Австралия (ARIA)                    | 27             |
| Австрия (Ö3 Austria)                | 45             |
| Бельгия (Ultratop Flanders)         | 87             |
| Бельгия (Ultratop Wallonia)         | 85             |
| Канада (Billboard)                  | 14             |
| Нидерланды (MegaCharts)             | 52             |
| Франция (SNEP)                      | 82             |
| Германия (Offizielle Top 100)       | 77             |
| Венгрия (MAHASZ)                    | 30             |
| Италия (FIMI)                       | 41             |
| Япония (Oricon)                     | 24             |
| Испания (PROMUSICAE)                | 56             |
| Швеция (Sverigetopplistan)          | 40             |
| Великобритания (UK Albums, OCC)     | 101            |
| Великобритания (UK R&B Albums, OCC) | 12             |
| США (Billboard 200                  | 4              |
| США (Holiday Albums Billboard)      | 1              |
| США (R&B/Hip-Hop Albums Billboard)  | 1              |

| Чарт (2010)             | Позиция |
| ----------------------- | ------- |
| Республика Корея (Gaon) | 3       |
| Чарт (2011)             | Позиция |
| США (Billboard 200)     | 84      |

## Сертификации и продажи
| Регион     | Сертификация | Продажи |
| ---------- | ------------ | ------- |
| США (RIAA) | Золотой      | 587,000 |